# Landtagspräsidentenkonferenz
Die Konferenz der Präsidentinnen und Präsidenten der deutschen Landesparlamente, des Deutschen Bundestages und des Bundesrates  (Kurzform: Landtagspräsidentenkonferenz, Abkürzung: LPK) ist ein regelmäßig und kontinuierlich zusammentretendes Konferenzgremium zur Koordinierung der Interessen der deutschen Landesparlamente. Auf den Tagungen werden insbesondere Fragen der internen und externen Probleme der Landesparlamente, deren Arbeit, Stellung und Aufgaben, Fragen des Föderalismus, des Parlaments- und des Abgeordnetenrechts erörtert. Zunehmend werden gemeinsame Standpunkte zu den verschiedensten Fragen in Form von Entschließungen, Empfehlungen und Erklärungen formuliert.

## Vorläufer
Die Vereinigung der deutschen Parlamentsdirektoren, zu der sich am 5. Oktober 1925 in Berlin Direktoren deutscher Landesparlamente zusammengeschlossen hatten und die bis zur Auflösung der Landtage 1933 bzw. 1934 bestand, war Vorläufer der LPK.
Die Vereinigung befasste sich mit Fragen der Geschäftsordnungen, der parlamentarischen Organisation und mit Status und Tätigkeit der Parlamentsverwaltungen, der Höhe der Geldleistungen an Abgeordnete, den Grenzen des Amtes des Präsidenten, der Möglichkeit eines Misstrauensvotums gegen den Landtagspräsidenten, die Einrichtung einer Bannmeile, der Arbeitsweise von Untersuchungsausschüssen und der parlamentarischen Immunität von Abgeordneten und der Funktion als Schriftleiter von Presseorganen und führte dazu jährlich Tagungen durch.

## Geschichte
Nach dem Zusammenbruch des sogenannten „Dritten Reiches“ und der Befreiung Deutschlands vom Nationalsozialismus wurden im Laufe des Jahres 1945 Länder gebildet. Aufgrund ihrer von den Alliierten verliehenen Kompetenzen vereinten die Landesregierungen bis zur Schaffung von Landesverfassungen und Landesparlamenten Legislative und Exekutive in sich. Nach der Bildung von Landesparlamenten gab es mehrere Anläufe, um zwischen den Landtagen einen Erfahrungsaustausch zu organisieren.
Die erste Konferenz der Landtagspräsidenten fand am 17. November 1947 gemeinsam mit den Landtagsdirektoren im Gebäude des Hessischen Landtags in Wiesbaden statt. Bereits bei der Einladung zu dieser ersten Zusammenkunft war ausdrücklich beabsichtigt, dabei an die Arbeit der Vereinigung der Landtagsdirektoren anzuknüpfen. Zu dieser Zeit bestanden noch Kontakte zu Parlamenten der Sowjetischen Besatzungszone; zu deren Teilnahme an der Konferenz ist es jedoch vor der Wiedervereinigung 1989 nicht gekommen. Der ersten Tagung folgte eine Sitzung 1950 in München unter grundsätzlich geänderten Rahmenbedingungen: Inzwischen waren zwei deutsche Teilstaaten gebildet worden. Seit 1952 fanden die Tagungen der LPK oft halbjährlich, seit 1975 in der Regel einmal im Jahr statt. Die Konferenz wird alle zwei Jahre als gemeinsame deutsch-österreichisch-südtirolische Konferenz durchgeführt. Seit 2015 nimmt auch die Deutschsprachige Gemeinschaft Belgiens teil. Seit der 67. LPK am 19. November 1990 in München nehmen auch die Parlamentspräsidenten der neuen Länder an den Tagungen teil.
Die Konferenzen fand u. a. vom 5. bis 7. Juni 2016 in Wiesbaden, vom 2. bis 3. April 2017 in Brüssel, vom 12. bis 13. Juni 2017 in Feldkirch (Vorarlberg) und vom 26. bis 27. November 2017 in Brüssel statt. Vom 2. bis 4. Juni 2019 fand die gemeinsame deutsch-österreichische Konferenz der Präsidenten in Würzburg statt.

## Grundlage
Allgemeine Grundlage ist der Föderalismus in Deutschland (Artikel 20 Abs. 1 GG), nach dem die Länder eigene Gliedstaaten der Bundesrepublik Deutschland sind. Dadurch kann jedes Land die eigenen Kompetenzfelder eigenverantwortlich gestalten (Art. 30 GG) und dabei mit anderen Ländern zusammenarbeiten. Die Beschlüsse der LPK haben zwar nur empfehlenden Charakter. Sie erhalten politisches Gewicht aber insbesondere dann, wenn sich die jeweiligen Landesparlamente die Forderungen zu eigen machen.
Die LPK ist daher kein Organ mit formellen (Beschluss-)Kompetenzen.

## Organisation und Arbeitsweise
Die Gastgeberschaft für die Tagung der LPK wechselt unter den Ländern. Der Gastgeber der jeweiligen Konferenz hat den Vorsitz inne und fungiert als Sprecher der LPK. Vorbereitung und Führung der Konferenzgeschäfte obliegen der Parlamentsverwaltung des jeweiligen Gastgeberlandes. Diese führt die Geschäfte der LPK dann ein Jahr lang – bis sie zur nächsten Tagung von der Parlamentsverwaltung des nächsten Gastgeberlandes übernommen werden. Seit Ende der fünfziger Jahre gibt es zusätzlich zu den Tagungen der Präsidenten und denen der Direktoren Kommissionen bzw. Arbeitsgruppen mit separaten Sitzungen. In der Praxis werden komplexe Materien derartigen Kommissionen zur Vorbereitung übergeben.

## Vorsitz
Den Vorsitz der LPK hat seit dem 1. Juli 2024 Muhterem Aras, Präsidentin des Landtags von Baden-Württemberg, für ein Jahr inne. Ihre Vorgängerin war Cornelia Seibeld, Präsidentin des Abgeordnetenhauses von Berlin.

## Mitglieder
| Parlament              | Präsident/in          | Fraktion | Foto |
| ---------------------- | --------------------- | -------- | ---- |
| Baden-Württemberg      | Muhterem Aras         | Grüne    |      |
| Bayern                 | Ilse Aigner           | CSU      |      |
| Berlin                 | Cornelia Seibeld      | CDU      |      |
| Brandenburg            | Ulrike Liedtke        | SPD      |      |
| Bremen                 | Antje Grotheer        | SPD      |      |
| Bundesrat              | Manuela Schwesig      | SPD      |      |
| Deutscher Bundestag    | Bärbel Bas            | SPD      |      |
| Hamburg                | Carola Veit           | SPD      |      |
| Hessen                 | Astrid Wallmann       | CDU      |      |
| Mecklenburg-Vorpommern | Birgit Hesse          | SPD      |      |
| Niedersachsen          | Hanna Naber           | SPD      |      |
| Nordrhein-Westfalen    | André Kuper           | CDU      |      |
| Rheinland-Pfalz        | Hendrik Hering        | SPD      |      |
| Saarland               | Heike Winzent         | SPD      |      |
| Sachsen                | Alexander Dierks      | CDU      |      |
| Sachsen-Anhalt         | Gunnar Schellenberger | CDU      |      |
| Schleswig-Holstein     | Kristina Herbst       | CDU      |      |
| Thüringen              | Thadäus König         | CDU      |      |

## Politische Erklärungen
- Auf der Landtagspräsidentenkonferenz vom 15. bis 17. Juni 2014 in Hamburg beschlossen die Landtagspräsidenten eine Europapolitische Erklärung.[17] Mit ihr wollen die Parlamentspräsidenten der Bundesländer den europäischen Einigungsprozess stärken. In erster Linie wird daher gefordert, dass die Landesparlamente stärker in europäische Entscheidungsprozesse sowohl auf Kommissionsebene als auch beim Europäischen Parlament eingebunden werden.

- Im Nachgang der LPK in Hamburg trafen sich die Landtagspräsidenten zu zwei Sonderkonferenzen. Am 29. August 2014 forderten die Präsidenten eine stärkere Beteiligung der Landesparlamente an den Prozessen der Neuordnung der Bund-Länder-Finanzen.[18] Dieser Anspruch wurde auf einer zweiten Sonderkonferenz am 15. Dezember 2014 bestätigt.[19]
- Die LPK 2015 tagte in Heiligendamm und Hohe Düne in Mecklenburg-Vorpommern. Folgende Beschlüsse[13] wurden auf dieser gemeinsamen Konferenz der Präsidenten der deutschen und österreichischen Landesparlamente sowie des Südtiroler Landtages gefasst:
  1. Erklärung von Heiligendamm: Verstärkte Einbindung der regionalen Parlamente mit Gesetzgebungsbefugnis durch die Europäische Kommission
  2. Erklärung von Heiligendamm: Der digitale öffentliche Raum und die Wahrung der Meinungsvielfalt und die digitale Grundversorgung
  3. Entschließung von Heiligendamm: Jugendprojekte in Landesparlamenten
  4. Beschluss: Teilnahme des Parlamentes der Deutschsprachigen Gemeinschaft Belgiens
- Auf der LPK im Juni 2018 in Schloss Ettersburg bei Weimar befassten sich die Teilnehmer ausführlich mit dem Thema Digitalisierung und den Chancen und Herausforderungen für die deutschen Landesparlamente.[20] Die Landtagspräsidenten verabschiedeten die Ettersburger Erklärung zum Thema „Die Parlamente in der digitalen Gesellschaft“.[21]